# Fazilet Hanım ve Kızları
Fazilet Hanım ve Kızları (Mrs. Fazilet & Her Daughters)  é uma telenovela turca produzida pela Avşar Film, exibida pela emissora  Star TV entre março de 2017 a junho de 2018 em 50 capítulos de 2 horas em média de duração. 
Escrita por Sırma Yanık e dirigida por Murat Saraçoğlu e Gökçen Usta, a novela conta com as atuações de Nazan Kesal, Deniz Baysal Yurtcu, Çağlar Ertuğrul, Mahir Günşiray, Afra Saraçoğlu, İdris Nebi Taşkan e Alp Navruz. Na Turquia a atração foi exibida aos sábados em episódios semanais.

## Enredo
Após a morte do marido, a Sra. Fazilet e suas duas filhas mantêm uma vida modesta em Istambul, enquanto Fazilet continua a sonhar em ficar rica. Hazan, a filha mais velha, trabalha em uma academia, e é rejeitada pela mãe por não ser bonita aos olhos dela. Por outro lado, a mais nova, Ece, é uma jovem muito bonita, a qual Fazilet acredita que um dia  vai alcançar a fama. 
Determinada a resolver sua raiva e miséria, Fazilet será capaz de tudo para conseguir fama, poder e dinheiro. Assim, acreditando que um dia será famosa, Fazilet arrasta Ece de um lugar para outro. Nessa jornada, elas encontram a rica e respeitada família Egemen, que reside em uma das mansões à beira-mar de Istambul. A entrada delas na vida da família Egemen não mudará apenas a vida de Ece, mas também a de Hazan, para sempre .

## Elenco
| Ator/Atriz        | Personagem       | Capítulo (versão original) |
| ----------------- | ---------------- | -------------------------- |
| Nazan Kesal       | Fazilet Çamkıran | 1-50                       |
| Deniz Baysal      | Hazan Çamkıran   | 1-50                       |
| Afra Saraçoğlu    | Ece Çamkıran     | 1-50                       |
| Çağlar Ertuğrul   | Yağız Egemen     | 1-50                       |
| Alp Navruz        | Sinan Egemen     | 1-50                       |
| Mahir Günşiray    | Hazım Egemen     | 1-50                       |
| Tolga Güleç       | Gökhan Egemen    | 1-50                       |
| Hazal Türesan     | Yasemin Egemen   | 1-50                       |
| İdris Nebi Taşkan | Yasin Demirkol   | 1-50                       |
| Tuğba Melis Türk  | Nil              | 1-13, 30-50                |
| Ecem Baltacı      | Selin Egemen     | 1-50                       |
| Türkan Kılıç      | Kerime Yıldız    | 2-50                       |

## Exibição internacional
| País                                 | Emissora de Televisão                 | Ano        |
| ------------------------------------ | ------------------------------------- | ---------- |
| Liga de Estados Árabes               | OSN                                   | 2017       |
| Albânia                              | Jolly                                 | 2017       |
| Sérvia                               | RTV Pink                              | 2017       |
| Roménia                              | Pro 2                                 | 2017       |
| Geórgia                              | Rustavi 2                             | 2017       |
| Colômbia                             | Canal 1                               | 2017, 2020 |
| Grécia                               | ANT1                                  | 2017       |
| Chile                                | Chilevisión                           | 2018       |
| Macedónia do Norte                   | Sitel Televisión                      | 2018       |
| Bulgária                             | Diema Family                          | 2018       |
| Predefinição:Country data Kazajistán | KazakhTV                              | 2018       |
| Paraguai                             | Telefuturo                            | 2018       |
| Porto Rico                           | WAPA-TV                               | 2018, 2020 |
| Bósnia e Herzegovina                 | Diema Family                          | 2018       |
| Eslovénia                            | POP TV                                | 2018       |
| Croácia                              | NOVA TV                               | 2018       |
| Estados Unidos                       | Pasiones                              | 2019       |
| Equador                              | TC Televisión                         | 2019       |
| Espanha                              | Nova                                  | 2019       |
| Costa Rica                           | Teletica                              | 2019       |
| Honduras                             | Canal 11                              | 2019       |
| Predefinição:Country data Marruecos  | 2M TV                                 | 2019       |
| Costa Rica                           | Teletica                              | 2020       |
| República Dominicana                 | Color Visión                          | 2020       |
| México                               | Imagen Televisión                     | 2020       |
| Panamá                               | Telemetro                             | 2020       |
| Líbano                               | Al-Jadeed TV                          | 2020       |
| Angola                               | TV Zimbo                              | 2021       |
| Predefinição:Country data Perú       | Latina Televisión                     | 2023       |
| Hungria                              | TV2 (estreno), Izaura TV (repetición) | 2022       |